# Tirwaganj
Tirwaganj là một thị xã và là một nagar panchayat của quận Kannauj thuộc bang Uttar Pradesh, Ấn Độ.

## Nhân khẩu
Theo điều tra dân số năm 2001 của Ấn Độ, Tirwaganj có dân số 20.229 người. Phái nam chiếm 53% tổng số dân và phái nữ chiếm 47%. Tirwaganj có tỷ lệ 67% biết đọc biết viết, cao hơn tỷ lệ trung bình toàn quốc là 59,5%: tỷ lệ cho phái nam là 73%, và tỷ lệ cho phái nữ là 61%. Tại Tirwaganj, 15% dân số nhỏ hơn 6 tuổi.